# Лару
Лару (Laranchi, Larawa, Laro, Laru, Sengwe) — язык группы кайнджи, на котором говорит народ лару, проживающий в деревнях Карабонде, Лешигбе, Лума, Моннай, Сансанни и Шагуну на берегах реки Нигер РМУ Боргу штата Нигер в Нигерии. Носители языка переходят на язык буса.
У лару также есть два диалекта, лару и куба. Этническое название племени лару — шен (shen), а их язык называется шен-гве (shen gwe).